# Neobisium golovatchi
Neobisium golovatchi är en spindeldjursart som beskrevs av Wolfgang Schawaller 1983. Neobisium golovatchi ingår i släktet Neobisium och familjen helplåtklokrypare. Inga underarter finns listade i Catalogue of Life.